# Wonderolie

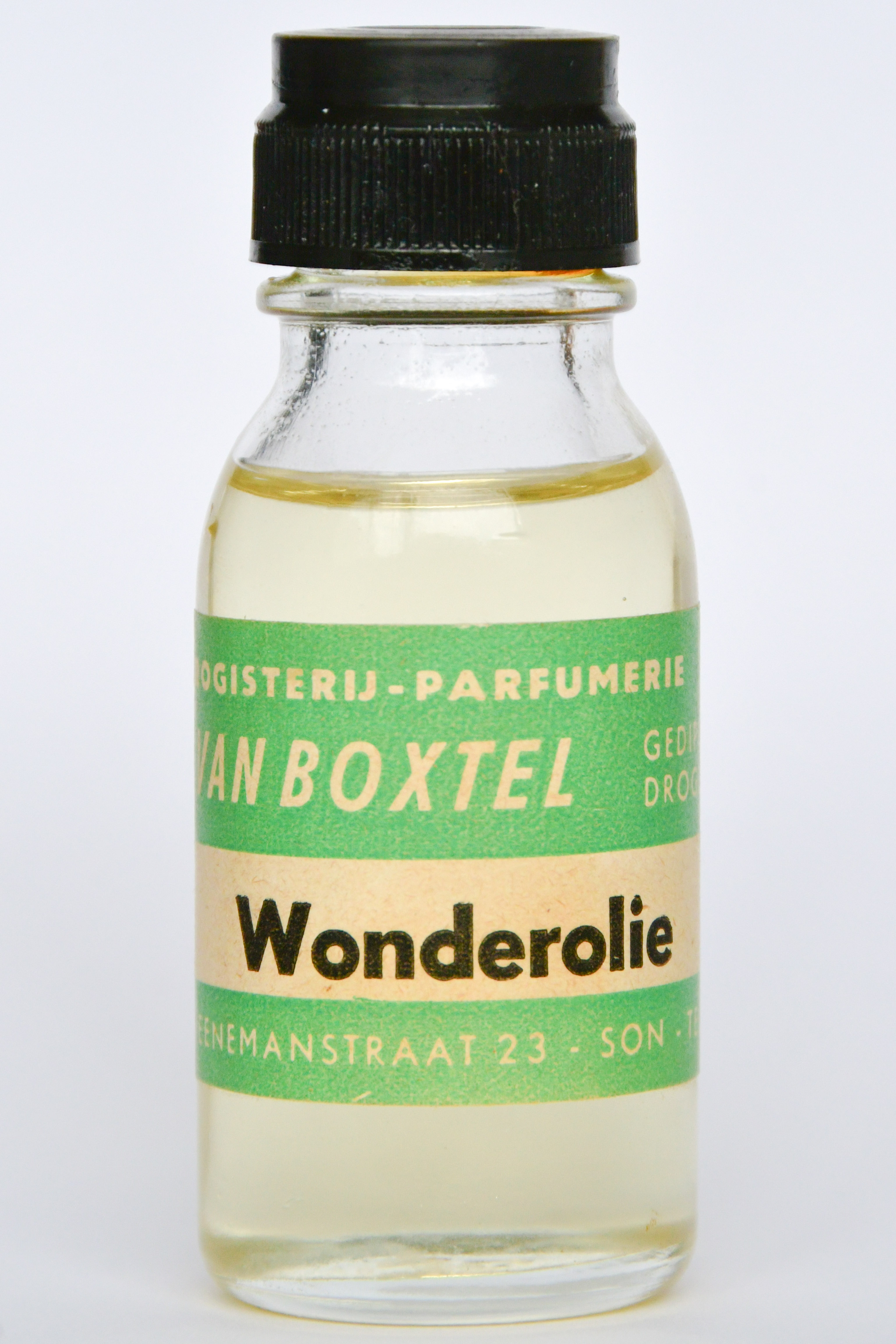
Wonderolie

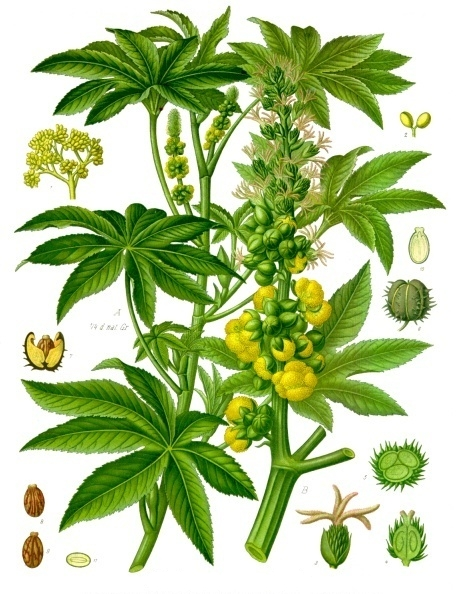
Afbeelding van de wonderboom, naar Köhler's Medizinal-Pflanzen (1887)

Wonderolie, ricinusolie of castorolie is een plantaardige olie die wordt gebruikt voor diverse huis-tuin-en-keuken-toepassingen.

## Samenstelling
Wonderolie is gemaakt van de wonderboon, de vrucht van de wonderboom (Ricinus communis). De wonderboom behoort overigens niet tot de familie der peulvruchten, Leguminosae, en in die zin is de wonderboon geen "echte" boon. De olie wordt gewonnen door het pletten en uitpersen van de wonderbonen. Ze bestaat uit triglyceriden waarvan de vetzuurketens voor ongeveer 90% afkomstig zijn van ricinolzuur. De pulp die overblijft, is zeer giftig zowel voor mensen als voor dieren, totdat ze voldoende langdurig verhit is geweest. Het gif in kwestie wordt in zuivere vorm ricine genoemd.

## Toepassing
Wonderolie wordt toegepast bij de productie van sommige smeermiddelen, hydraulische en remvloeistoffen, verf, inkt, koudebestendige plastics, kunstharsvloeren, nylon, boenwas, zeep, badolie, en parfum. Ricinusolie wordt ook gebruikt voor haarfixatie.
Medicinaal kan ricinusolie worden toegepast in de vorm van wikkels, druppels en grotere orale doses. Het is als laxeermiddel vrij te verkrijgen bij de drogisterij. Het zou de darmfunctie en de stoelgang stimuleren. Van oudsher wordt wonderolie gebruikt door hoogzwangere vrouwen om de bevalling op te wekken. Soms komen door de darmkrampen die wonderolie veroorzaakt de weeën op gang. Overigens werkt dit alleen als de bevalling toch al op het punt van beginnen stond.

## Vernoemingen
- Een vanouds bekend merk smeerolie, Castrol, ontleent zijn naam aan de Engelse term voor wonderolie.
- Castor Oyl is de naam van een stripfiguur van Elzie Segar. Hij is de oudere broer van Popeyes vriendinnetje Olive (Olijfje).
- De ricinus komt voor in de Bijbel, in Jona 4. De boom groeit daar door een wonder, maar dat is een Nederlandse woordspeling.

Borageolie · Castorolie (Wonderolie) · Jatrophaolie · Katoenzaadolie · Kokosolie · Koolzaadolie · Lijnzaadolie · Maisolie · Olijfolie · Palmolie · Palmpitolie · Pindaolie · Raapolie · Rijstolie · Saffloerolie · Sesamolie · Sojaolie · Teunisbloemolie · Walnootolie · Zonnebloemolie